# Carson Palmer
Carsons H. Palmer (født 27. december 1979 i Fresno, Californien, USA) er en amerikansk footballspiller, der spiller i NFL som quarterback for Arizona Cardinals. Han spillede college football for USC (University of Southern California) og vandt Heisman trofæet i 2002. Han blev drafted af Cincinnati Bengals i 2003 i NFL Draft, som første valg i første runde. Han blev startende quaterback i 2004. Med Palmer som quarterback lykkedes det Bengals-mandskab, at komme I play off i 2005, hvor Carson Palmer blev dog skadet på allerførste kast.
Carson Palmer har ligeledes spillet for Oakland Raiders i to sæsoner inden han blev solgt til Arizona Cardinals for et 7. runde valg i 2014 NFL Draft, på betingelse af at Carson Palmer klarede sig godt.
Palmer er to gange, i 2005 og 2006 blevet valgt til Pro Bowl, NFL's All-Star kamp.

## Klubber
- Cincinnati Bengals (2003–2010)
- Oakland Raiders (2011–2012)
- Arizona Cardinals (2013–